# FK Metaliszt Harkiv
A Metaliszt Harkiv (ukránul: Футбольний клуб Металіст Харків, magyar átírásban: Futbolnij Klub Metaliszt Harkiv) ukrán labdarúgócsapat Harkivban, Ukrajnában. Jelenleg az ukrán labdarúgó-bajnokság élvonalában szerepel.
A csapat legnagyobb sikerét 1988-ban aratta, amikor megnyerte a szovjet labdarúgókupát, illetve a szovjet labdarúgó-szuperkupát is.
A 2015-2016-os ukrán labdarúgó-bajnokságban, a bennmaradást jelentő, 10. helyen végzett, de óriási tartozásai miatt a klub nem kapott licencet a 2016-2017-es ukrán labdarúgó-bajnokságban való részvételre és elvesztette professzionális státuszát. 
A klub 2016-2017-es szezonban már Metaliszt 1925 néven, az ukrán amatőr labdarúgó-bajnokságban játszott, ahol a szezon végén, a 2. helyről, az ukrán labdarúgó-bajnokság 3. osztályába került.

## Korábbi elnevezések
- 1926–1936: HPZ
- 1946: Traktor
- 1947–1956: Dzerzsinyec
- 1956–1966: Avangard
- 1967–1991: Metalliszt
- 1991–2016: Metaliszt
- 2016 óta: Metaliszt 1925

## Története

### A szovjet labdarúgó-bajnokságokban (1925–1991)
Az FK Metaliszt Harkiv a helyi vonatgyár anyagi támogatásának köszönhetően 1925-ben alakult meg HPZ (Harkovszkij Parovozosztroityelnij Zavod, oroszul: Харьковский паровозостроительный завод) néven. A csapat hazai mérkőzéseinek pályáját a HPZ saját területén biztosította. Tíz évvel később a klub megnyerte a harkovi labdarúgó-bajnokságot, amely a következő szezonban lehetőséget nyújtott a szovjet labdarúgókupában való részvételre.
A második világháborút követően Dzerzsinyec néven ismét a helyi bajnokságban indult, majd 1947-ben feljutott a szovjet harmadosztályba, ahol 3 évig szerepelt – 1950-ben visszaesett a harkivi területi bajnokságba.
A szovjet harmadik vonalba 6 év elteltével, 1956-ban tért vissza Avangard néven, majd négy év alatt két szinttel lépett feljebb: 1958-ban a másodosztályban, 1960-ban pedig már a szovjet élvonalban szerepelt. Négyévnyi élvonalbeli szereplést követően előbb a másod, majd a harmadosztályba esett vissza, ahol tizenöt évig szerepelt.
1978-ban – már Metalliszt Harkov-ként – a harmadosztály bronzérmeseként zárt, így feljutott a másodosztályba. A repülő „vasgyáriak” hozták 20 évvel korábbi formájukat, és két szezonnal később már újra élvonalbeli szereplést ünnepeltek. Az itt töltött egy évtized a Metalliszt legsikeresebb korszakai közé tartozik, hiszen 1983-ban bejutott a szovjet labdarúgókupa döntőjébe, 1987-ben megnyerte a szovjet federációs kupát, 1988-ban pedig a Torpedo Moszkva 2–0-s legyőzésével elhódította a szovjet labdarúgókupát.
A szovjetkupa-győzelem nemzetközi kupaindulásra jogosította: az 1988–1989-es kupagyőztesek Európa-kupája első körében a szerb FK Borac Banja Luka volt az ellenfél. Az idegenbeli 2–0-s vereségre hazai pályán 4–0-s győzelemmel válaszolt: A legjobb 16 között a holland Roda JC állta útját a remekelő „vasgyáriaknak”: az 1–0-s hollandiai vereség után Harkivban 0–0-s állásnál szólalt meg a játékvezető mérkőzés végét jelző hármas sípszava, így a Metalliszt a legjobb 16 között búcsúzott a KEK-től.

### 1992-től napjainkig
Az 1992-ben rajtoló első független ukrán labdarúgó-bajnokság élvonalába sorolták a Metaliszt-ot (ukrán nevén) is. Az első ukrán bajnoki idényben a B csoport tíz csapata közé sorsolták, ahol a harmadik, összesítésben pedig az ötödik helyen végzett. A következő idényben újra ötödik, majd az 1993–1994-es szezonban az utolsó helyen zárt, így kiesett a másodosztályba. A vesszőfutás ott tovább folytatódott: előbb egy 10. majd egy 19. hely majdnem a véget jelentő harmadosztályba sodorta. A következő idény 12. helyezése előbb megnyugvással, majd az 1997–1998-as szezon 3. helye örömmel töltötte el a harkivi szurkolókat – a csapat újra az élvonalban szerepelhetett.
Az élvonalban 6., 5., 9. követték egymást, majd a 2001–2002-es szezonban 40 ponttal hármas holtversenyben (a Dnyipro Dnyipropetrovszk és a Metalurh Zaporizzsja csapatával) az UEFA-kupa-indulást jelentő 4. helyen. A szabályok értelmében pontegyenlőség esetén az egymás elleni eredmények számítottak, amelyen a Metaliszt 9, a Metalurh Zaporizzsja 6, míg a Dnyipro Dnyipropetrovszk 1 pontot szerzett. A Metalurh Zaporizzsja a kialakult végeredményt megóvta, mondván, hogy a Metaliszt elleni eredményei (1–0-s győzelem hazai pályán, és 2–1-es vereség idegenben) idegenben lőtt góllal jobbak. Az Ukrán labdarúgó-szövetség felülbírálta korábbi döntését, az óvást helybenhagyta: a Metalisztot az 5. helyre sorolta vissza. A Metaliszt fellebbezett a döntés ellen, azonban elutasították.
A lehangolt vezetőség, szakmai stáb és szurkolók egy évvel később már az utolsó helyen láthatták csapatukat, amellyel ismét a másodosztályba estek ki. Habár a visszajutás már elsőre sikerült, a Metaliszt a pénzügyi csőd szélére került. A megmentő az UkrSibbank társtulajdonosa, Olekszandr Jaroszlavszkij lett.
A csapat újra az élvonalban szerepelhetett. A rendezett anyagi háttér és a fokozatosan helyreálló csapatmorál mára a Metaliszt-ot újra az ukrán élcsapatok közé mozgatta, amit a 2006–2009-ig terjedő időszak három ukrán bajnoki bronzérme, és a sikeres 2008–2009-es UEFA-kupa-szereplés fémjelez.

### 2008–2009-es UEFA-kupa-szereplés
A Metaliszt csak az 1. fordulóban kapcsolódott be a 2008–2009-es UEFA-kupa küzdelmeibe. Az ellenfél a török Beşiktaş volt, az isztambuli odavágó 1–0-s vereséget eredményezett. A harkivi visszavágóra egy mindenre elszánt „vonatgyáros” tizenegy futott ki, és már az első félidőben 2–0-s előnyre tett szert a megilletődötten játszó isztambuliak ellen. A folytatásban a brazil Jajá második, majd a lengyel Gancarczyk találatával a 79. percben már kiütéses, 4–0-s hazai vezetést mutatott a Metaliszt Stadion eredményjelzője. A harkivi hengert csak a 90. percben törte meg Márcio Nobre szépítő gólja, a továbbjutáson már nem változtatott: a Metaliszt 4–2-es összesítéssel a csoportkörbe lépett.
A csoportkör első mérkőzésén a német Herthát fogadták, amely csak kapusának, a többször bravúrosan védő Jaroslav Drobnýnak köszönhette a gól nélküli pontosztozkodást. Az acélos Metaliszt-gépezet újabb isztambuli mérkőzése során sem állt le: a néhány évvel korábban még UEFA-kupa-győzelmet ünneplő Galatasarayt hazai közönsége előtt, Edmar 81. percben szerzett találatával múlták felül 1–0-ra. A csoportkörben már 4 ponttal büszkélkedő „sárga-kékek” a görög Olimbiakósz csapatát fogadták a fagyos harkivi estén. A végig lendületes hazai játékstílus a 88. percben hozta meg a várva várt eredményt, amikor a brazil Edmar lövése Andónisz Nikopolídisz kapusról előbb a kapufára, majd onnan a hálóba csavarodott. A csoportkör utolsó játéknapján a már biztosan továbbjutó harkivi alakulat a már biztosan kieső Benficához látogatott, és megkoronázva korábbi teljesítményét 1–0-s győzelmet aratott. A Metaliszt első helyen, 10 ponttal jutott tovább a B csoportból.
A 2009 februárjában rendezett nyolcaddöntő első mérkőzésén olaszországi Genovába, az UC Sampdoria együtteséhez utazott és hihetetlen bravúrral, az első félidő hosszabbításában szerzett góllal 1–0-s arányban diadalmaskodott. Az egy héttel később rendezett harkivi visszavágón teltház fogadta a menetelő kedvenceket. A Metaliszt ismét remek játékkal már az első félidőben beállította a 2–0-s végeredményt, így 3–0-s összesítéssel a következő körbe lépett.
A nyoni sorsolás a már az ukrán bajnoki cím küszöbén álló Dinamo Kijivet állította a Metaliszt útjába. A kijevi Valerij Lobanovszkij Stadionban megrendezett első negyeddöntő mérkőzésen Ognjen Vukojević találatával a Dinamo alakulata 1–0-s győzelmet aratott. Az egy héttel később megrendezett harkivi visszavágó hatalmas küzdelmet hozott: Valentin Szljuszar 20. percben szerzett fejesgólja előbb egalizálta a hátrányt, majd Jajá 56. percben szerzett távoli szabadrúgásgólja a Metaliszt továbbjutását jelentette. A harkivi álmokat Goran Sabljić a 68. percben csak két percig törhette ketté, a 70. percben Valentin Szljuszar lövése talált utat Sztanyiszlav Bohus hálójába. Az öröm a 78. percig tartott: Andrij Berezovcsuk egy Dinamo-beadást mentendő saját kapujába fejelt, s ezzel beállította a 3–2-es végeredményt, ami a Metaliszt búcsúját jelentette.

## Sikerei
Szovjetunió
- Szovjet labdarúgókupa-győztes: 1 alkalommal (1988)
- Ukrán SZSZK-bajnok: 1 alkalommal (1978)

## Korábbi eredmények

### Szovjetunió
| Szezon | Oszt. | Hely | J  | Gy | D  | V  | Rg | Kg | P  | Szovjet kupa | Európai kupák | Európai kupák | Megj.                                                  |
| ------ | ----- | ---- | -- | -- | -- | -- | -- | -- | -- | ------------ | ------------- | ------------- | ------------------------------------------------------ |
| 1978   | III.  | 1.   | 44 | 29 | 12 | 3  | 66 | 20 | 70 |              |               |               | Feljutott és ukrán SZSZK-bajnok                        |
| 1979   | II.   | 7.   | 46 | 19 | 10 | 17 | 43 | 47 | 48 | Csoportkör   |               |               |                                                        |
| 1980   | II.   | 3.   | 46 | 24 | 12 | 10 | 76 | 40 | 60 | Csoportkör   |               |               |                                                        |
| 1981   | II.   | 1.   | 46 | 25 | 12 | 9  | 68 | 33 | 62 | Csoportkör   |               |               | Feljutott                                              |
| 1982   | I.    | 12.  | 34 | 10 | 11 | 13 | 32 | 34 | 30 | Csoportkör   |               |               |                                                        |
| 1983   | I.    | 11.  | 34 | 12 | 8  | 14 | 38 | 40 | 32 | döntős       |               |               |                                                        |
| 1984   | I.    | 12.  | 34 | 12 | 5  | 17 | 42 | 53 | 29 | 1/8          |               |               |                                                        |
| 1985   | I.    | 10.  | 34 | 12 | 7  | 15 | 39 | 55 | 31 | 1/16         |               |               |                                                        |
| 1986   | I.    | 12.  | 30 | 9  | 9  | 12 | 21 | 25 | 27 | 1/16         |               |               |                                                        |
| 1987   | I.    | 11.  | 30 | 10 | 7  | 13 | 23 | 32 | 27 | 1/4          |               |               |                                                        |
| 1988   | I.    | 11.  | 30 | 8  | 10 | 12 | 29 | 36 | 26 | kupagyőztes  |               |               |                                                        |
| 1989   | I.    | 7.   | 30 | 10 | 10 | 10 | 30 | 33 | 30 | 1/8          | KEK           | 2. f.         | Első nemzetközi szereplés                              |
| 1990   | I.    | 11.  | 24 | 5  | 8  | 11 | 13 | 28 | 18 | 1/4          |               |               |                                                        |
| 1991   | I.    | 15.  | 30 | 8  | 9  | 13 | 32 | 43 | 25 | 1/16         |               |               | belépett az ukrán labdarúgó-bajnokság első osztályába. |

### Ukrajna
| Szezon    | Oszt. | Hely | J  | Gy | D  | V  | Rg | Kg | P  | Ukrán kupa    | Európai kupák | Európai kupák  | Megj.                     |
| --------- | ----- | ---- | -- | -- | -- | -- | -- | -- | -- | ------------- | ------------- | -------------- | ------------------------- |
| 1992      | I.    | 6.   | 18 | 8  | 5  | 5  | 21 | 16 | 21 | döntős        |               |                |                           |
| 1992–1993 | I.    | 5.   | 30 | 12 | 7  | 11 | 37 | 34 | 31 | elődöntős     |               |                |                           |
| 1993–1994 | I.    | 18.  | 34 | 6  | 8  | 20 | 22 | 63 | 20 | 1/16          |               |                | Kiesett                   |
| 1994–1995 | II.   | 10.  | 42 | 17 | 9  | 16 | 48 | 44 | 60 | 2. forduló    |               |                |                           |
| 1995–1996 | II.   | 19.  | 42 | 10 | 9  | 23 | 40 | 54 | 39 | 1/32          |               |                |                           |
| 1996–1997 | II.   | 12.  | 46 | 18 | 9  | 19 | 55 | 53 | 63 | 2. forduló    |               |                |                           |
| 1997–1998 | II.   | 3.   | 42 | 26 | 11 | 5  | 74 | 29 | 89 | 1/16          |               |                | Feljutott                 |
| 1998–1999 | I.    | 6.   | 30 | 14 | 5  | 11 | 31 | 32 | 47 | negyeddöntős  |               |                |                           |
| 1999–2000 | I.    | 5.   | 30 | 12 | 8  | 10 | 41 | 35 | 44 | 1/16          |               |                |                           |
| 2000–2001 | I.    | 9.   | 26 | 8  | 7  | 11 | 27 | 37 | 31 | nyolcaddöntős |               |                |                           |
| 2001–2002 | I.    | 5.   | 26 | 11 | 7  | 8  | 35 | 36 | 40 | negyeddöntős  |               |                |                           |
| 2002–2003 | I.    | 16.  | 30 | 6  | 5  | 19 | 19 | 43 | 23 | 1/16          |               |                | Kiesett                   |
| 2003–2004 | II.   | 2.   | 34 | 19 | 9  | 6  | 51 | 24 | 66 | 1/16          |               |                | Feljutott                 |
| 2004–2005 | I.    | 11.  | 30 | 9  | 7  | 14 | 25 | 37 | 34 | 1/16          |               |                |                           |
| 2005–2006 | I.    | 5.   | 30 | 12 | 7  | 11 | 35 | 42 | 43 | nyolcaddöntős |               |                |                           |
| 2006–2007 | I.    | 3.   | 30 | 18 | 7  | 5  | 40 | 20 | 61 | elődöntős     |               |                |                           |
| 2007–2008 | I.    | 3.   | 30 | 19 | 6  | 5  | 50 | 27 | 63 | nyolcaddöntős | U.K.          | 1. f.          |                           |
| 2008–2009 | I.    | 3.   | 30 | 17 | 8  | 5  | 44 | 25 | 59 | elődöntős     | U.K.          | 1/8            |                           |
| 2009–2010 | I.    | 3.   | 30 | 19 | 5  | 6  | 49 | 23 | 62 | nyolcaddöntős | E.L.          | 4.selejtezőkör |                           |
| 2010–2011 | I.    | 3.   | 30 | 18 | 6  | 6  | 58 | 26 | 60 | 1/16          | E.L.          | 1/16           |                           |
| 2011–2012 | I.    | 3.   | 30 | 16 | 11 | 3  | 54 | 32 | 59 | nyolcaddöntős | E.L.          | negyeddöntős   |                           |
| 2012–2013 | I.    | 2.   | 30 | 20 | 6  | 4  | 59 | 25 | 66 | nyolcaddöntős | E.L.          | 1/16           |                           |
| 2013–2014 | I.    | 3.   | 28 | 16 | 9  | 3  | 54 | 29 | 57 | negyeddöntős  | B.L.          | Play-off       | Diszkvalifikáció a BL-ből |
| 2014–2015 | I.    | 6.   | 25 | 8  | 11 | 6  | 37 | 32 | 35 | negyeddöntős  | E.L.          | Csoportkör     |                           |
| 2015–2016 | I.    | 10.  | 26 | 5  | 9  | 12 | 22 | 46 | 24 | 1/16          |               |                |                           |

### Nemzetközi
| Évad      | Kupa      |              | Ellenfél     | Eredmények | Eredmények |
| --------- | --------- | ------------ | ------------ | ---------- | ---------- |
| 1988–1989 | KEK       | 1. forduló   | Borac        | 0–2        | 4–0        |
| 1988–1989 | KEK       | 2. forduló   | Roda JC      | 0–1        | 0–0        |
| 2007–2008 | UEFA-kupa | 1. forduló   | Everton      | 1–1        | 2–3        |
| 2008–2009 | UEFA-kupa | 1. forduló   | Beşiktaş     | 0–1        | 4–1        |
| 2008–2009 | UEFA-kupa | Csoportkör   | Hertha BSC   | 0–0 (o)    | 0–0 (o)    |
| 2008–2009 | UEFA-kupa | Csoportkör   | Galatasaray  | 1–0 (i)    | 1–0 (i)    |
| 2008–2009 | UEFA-kupa | Csoportkör   | Olimbiakósz  | 1–0 (o)    | 1–0 (o)    |
| 2008–2009 | UEFA-kupa | Csoportkör   | Benfica      | 1–0 (i)    | 1–0 (i)    |
| 2008–2009 | UEFA-kupa | Nyolcaddöntő | Sampdoria    | 1–0        | 2–0        |
| 2008–2009 | UEFA-kupa | Negyeddöntő  | Dinamo Kijiv | 0–1        | 3–2        |

## Külső hivatkozások
- A Metaliszt Harkiv hivatalos oldala Archiválva 2008. május 21-i dátummal a Wayback Machine-ben (ukránul), (oroszul), (angolul)